# Hans Engelbrecht (Prediger)
Hans Engelbrecht (* 8. oder 11. April 1599 in Braunschweig; † 20. Februar 1642 ebenda), auch Johannes genannt, war ein Tuchmachergeselle, Mystiker und Prediger.

## Leben
Geboren als Sohn des Schneiders Jürgen Engelbrecht, der in Braunschweig das Bürgerrecht erlangte, wuchs er ohne besondere Bildung auf. Er begann eine Tuchmacherlehre und suchte als junger Mensch, der in tiefem Trübsinn lebte, Trost im Kirchenbesuch. Nach einer Krankheit im Jahre 1622 begann er visionäre Ideen zu verfolgen. Nach seiner angeblichen „Wahrhaftige Gesicht und Geschicht vom Himmel und Hölle“ will er vom Tode auferstanden sein und eine Zeit lang im Himmel und in der Hölle verweilt haben.
Dies erzählte Engelbrecht seiner Großmutter, welche daraufhin seine angeblichen Erlebnisse weiterverbreitete. So entstand im Jahr 1625 das Werk „Wahrhaftige Gesicht und Geschicht vom Himmel und Hölle“, worin seine Erlebnisse und Gefühle im Himmel und in der Hölle geschildert werden. Die Biographie erlebte viele Neuauflagen.
Engelbrecht schrieb darin:

„... er sei mit Christo und den Engeln Gottes bis dicht unter dem Himmel geschwebt, und habe da die Sonne in die eine, und den Mond in die andre Hand genommen, und am Himmel die Sterne gezählt.
Demohngeachtet waren seine Vergleichungen zuweilen ziemlich naiv, — so verglich er z. B. den Himmel mit einer köstlichen Weinsuppe, wovon man auf Erden nur wenige Tropfen gekostet hat, und die man alsdenn mit Löffeln essen könne — und die himmlische Musik war ebensoweit über die irdische Musik erhaben, als ein schönes Konzert über das Geleier eines Dudelsacks, oder über das Tüten eines Nachtwächterhorns.“

Auf seinen Predigtwanderungen kam Engelbrecht bis nach Schleswig.

## Werke
- Des frommen Braunschweigischen Tuchmachers, Hans Engelbrechts, unter vielem inn- und äusseren Leiden geführter Lebens-Lauff : oder: dessen wunderbarer Beruff und nachdenkliche Reden ...
- Der vom Tode erweckte Protestant : oder Des Einfältigen Bußpredigers Hans Engelbrechts von Braunschweig Schriften ; mit einer allgemeinen Vorrede.
- Hans Engelbrechts von Braunschweig wunderbahrer Beruf und Lebens-Lauff : ausgezogen aus seinem im vorigen Saeculo gedruckten Schriften ... Mit einem Anhang: von einem heiligen Bettler aus Tauleri Schriften gezogen.
- Der Teutsche Swedenburg: oder: Hans Engelbrechts außerordentliche Aussichten in die Ewigkeit ; nebst deßen merkwürdigen Leben und sonderbaren Schriften ; als ein Pendant zu Swedenburgs sämmtlichen Werken. Amsterdam : auf Kosten guter Freunde, 1783